# Nedelyko Košanin
Nedelyko Košanin o Nedeljko Kosanin (Ivanjica, 13 de octubre de 1874 - Graz, 22 de marzo de 1934) fue un botánico croata. Desarrolló actividades académicas en el Herbario de la Universidad de Zagreb, en el Departamento de Botánica, de la Facultad de Ciencias.
Jefe del Jardín Botánico "Jevremovac" en Belgrado. Košanin contribuyó en gran medida al desarrollo de florística, fitogeografía, fitotaxonomía, algología, climatología, dendrología, entomología, fitofisiología y ecología. Jelena Blaženčić (1998) llama la atención sobre el hecho de que los documentos escritos por Košanin incluyen resúmenes sintéticos de la vegetación de algunas montañas y indican la riqueza de la península de los Balcanes en endemias y relictos del Terciario.

## Algunas publicaciones
- 1926. Les espèces nouvelles dans la flore de la Serbie du Sud (Macedoine) [Nove vrste u flori južne Srbije]. Glasnik Srpske kraljevske akademije 119, Prvi razred 54: 19-29 [en serbio]

## Honores

### Membresías
- de pleno derecho de la Real Academia Serbia

### Eponimia
- (Asteraceae) Colymbada kosaninii (Hayek) Holub[3]

- (Crassulaceae) Sempervivum kosaninii Praeger[4]

- (Poaceae) Pseudoroegneria kosaninii (Nábělek) Á.Löve[5]
- La abreviatura «Košanin» se emplea para indicar a Nedelyko Košanin como autoridad en la descripción y clasificación científica de los vegetales.[6]